# Atelier Bow-Wow

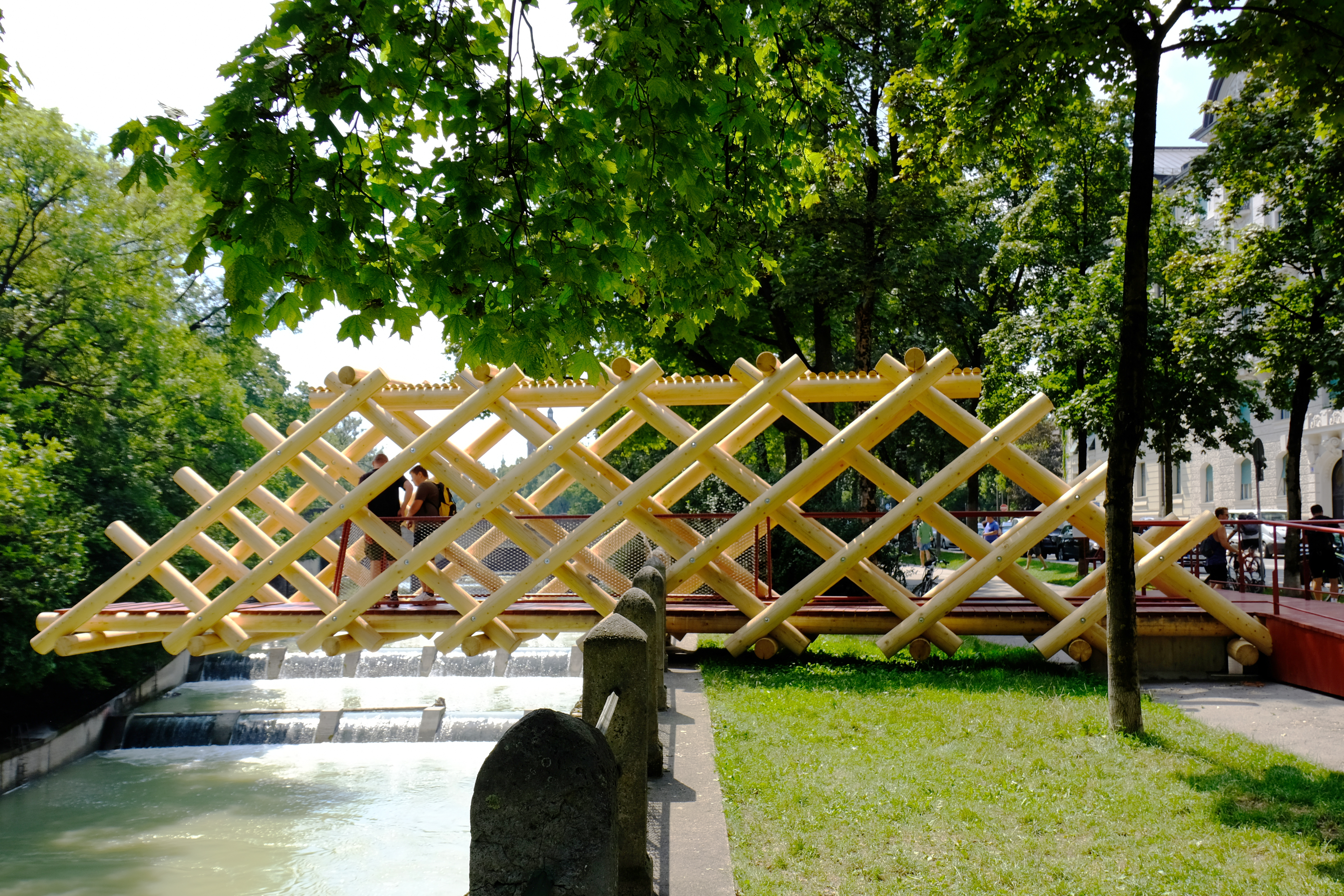
„Bridge Sprout“, eine temporäre Installation des Ateliers in München (2020)

Atelier Bow-Wow (jap. アトリエ・ワン, Atorie Wan für Atelier One) ist ein japanisches Architekturbüro, das von Yoshiharu Tsukamoto und Momoyo Kaijima im Jahre 1992 gegründet wurde. Es hat seinen Sitz in Tokio.

## Wirken des Büros
Das Büro Bow-Wow arbeitet vor dem Hintergrund der dichten Bebauung der Städte Japans und orientiert sich in seinen Bauten sowohl an japanischen Bau-Traditionen und -Prinzipien als auch an japanischen Wohntraditionen. Den Begriff Pet Architecture verwenden die Architekten für die besonders im Raum Tokio sehr kleinen und oft verschachtelten Grundstücke und die darauf möglichen Gebäude.
In einem publizierten Buch zeigt das Büro an Projekten für 70 Gebäude die komplexen Zusammenhänge bei Projekten in einer dichten, städtischen Umgebung.

## Projekte
- Die meisten Projekte des Büros Bow-Wow befinden sich in Japan und dort hauptsächlich in Tokio. Dazu gehört unter anderem das Hanamidori Cultural Centre im Showa Memorial Park in Tachikawa in Tokio aus dem Jahre 2005.
- 2010: Droog Design-Stadthaus in Amsterdam. Das Gebäude in einer geschlossenen Straßenfront hat kein abgeschlossenes Treppenhaus; sämtliche Räume mit verschiedenen Funktionen werden in allen Stockwerken über die offenen Treppen erschlossen.
- 2009: Vier-Kasten-Galerie. Das Gebäude in der Krabbesholm Højskole in Skive in Dänemark besteht aus vier Betonkästen, die in drei Geschossen aufgetürmt sind. Zwei Kästen sind für Außendarstellungen gadacht, während zwei weitere Ausstellungsräume sind. Im dritten Geschoss ist Wohnraum für den jeweiligen Artist in Residence vorhanden.
- 2013/2014 ist Bow-Wow Mitglied der Vereinigung ArchiAid in der mehr als 300 Architekten vereinigt sind, die versuchen, den einzelnen betroffenen Gemeinden, nach dem Tohoku-Erdbeben vom 11. März 2011, auf sie zugeschnittene architektonische Lösungen anzubieten. Damit sollen die von oben geplanten Maßnahmen für die lokale Bevölkerung akzeptabler und evtl. billiger gemacht werden.[1]

## Veröffentlichungen
- The Architecture of Atelier Bow-Wow: Behaviorology, Rizzoli, New York City 2010, ISBN 978-0-8478-3306-1.